# Robert D'Hondt
Robert D'Hondt (né à Malèves-Sainte-Marie-Wastines le 14 mai 1934 et mort à Woluwe-Saint-Pierre le 10 décembre 1991) était un syndicaliste belge.

## Biographie
D'Hondt est nommé secrétaire général de la CSC en 1972, succédant à Louis Dereau à partir du premier janvier 1973.  Il a été remplacé à ce titre par Josly Piette. Il devient également le premier président de la CSC  wallonne en 1979, poste qu'il occupe jusqu'en 1989. Il a été remplacé à ce titre par François Cammarata.